# San Antonio de Palmito
San Antonio de Palmito est une municipalité colombienne située dans le département de Sucre.